# Église Notre-Dame de Drosnay
L'église de Drosnay était une des églises à pans de bois du Pays du Der située dans la commune de Drosnay dans le département de la Marne.
L’édifice était caractérisé par une toiture à double versant qui la recouvrait en totalité. Elle fut construite à proximité d’une motte castrale. À l’intérieur se trouvait un ensemble de lambris du XVIIIe siècle ainsi qu'un maître-autel et son retable datés de 1667.
Dans une de ses fenêtres, un vitrail du XVIe siècle, issu des ateliers de peinture sur verre de la ville de Troyes voisine, représentait l’arbre de Jessé, du nom employé pour désigner l’arbre généalogique du Christ.
Elle faisait l’objet d’un classement au titre des monuments historiques depuis le 21 décembre 1982.
Elle est totalement détruite par un incendie le 7 juillet 2023,, probablement dû à un court-circuit.

Vues de l'église
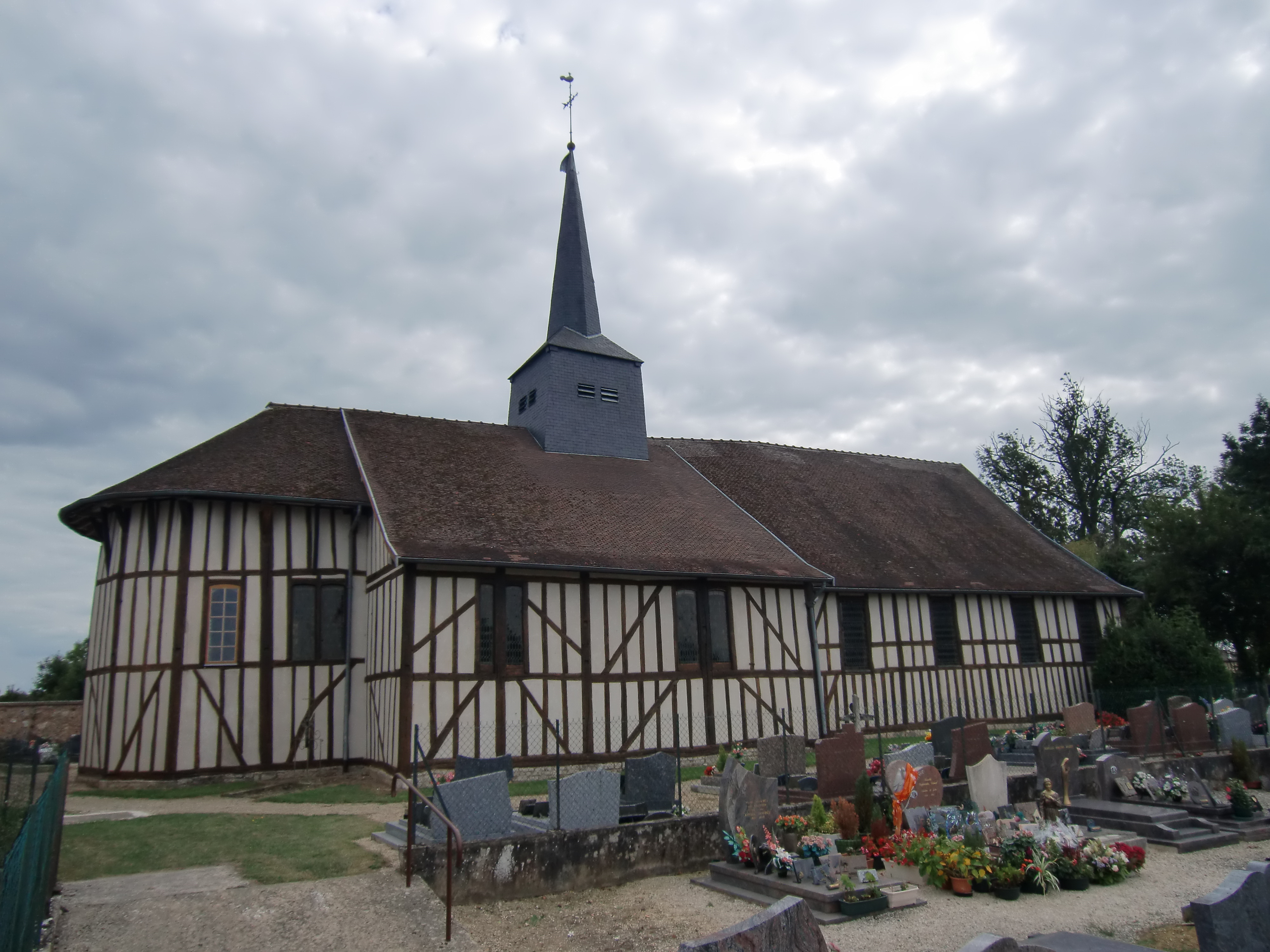
Façade Nord.
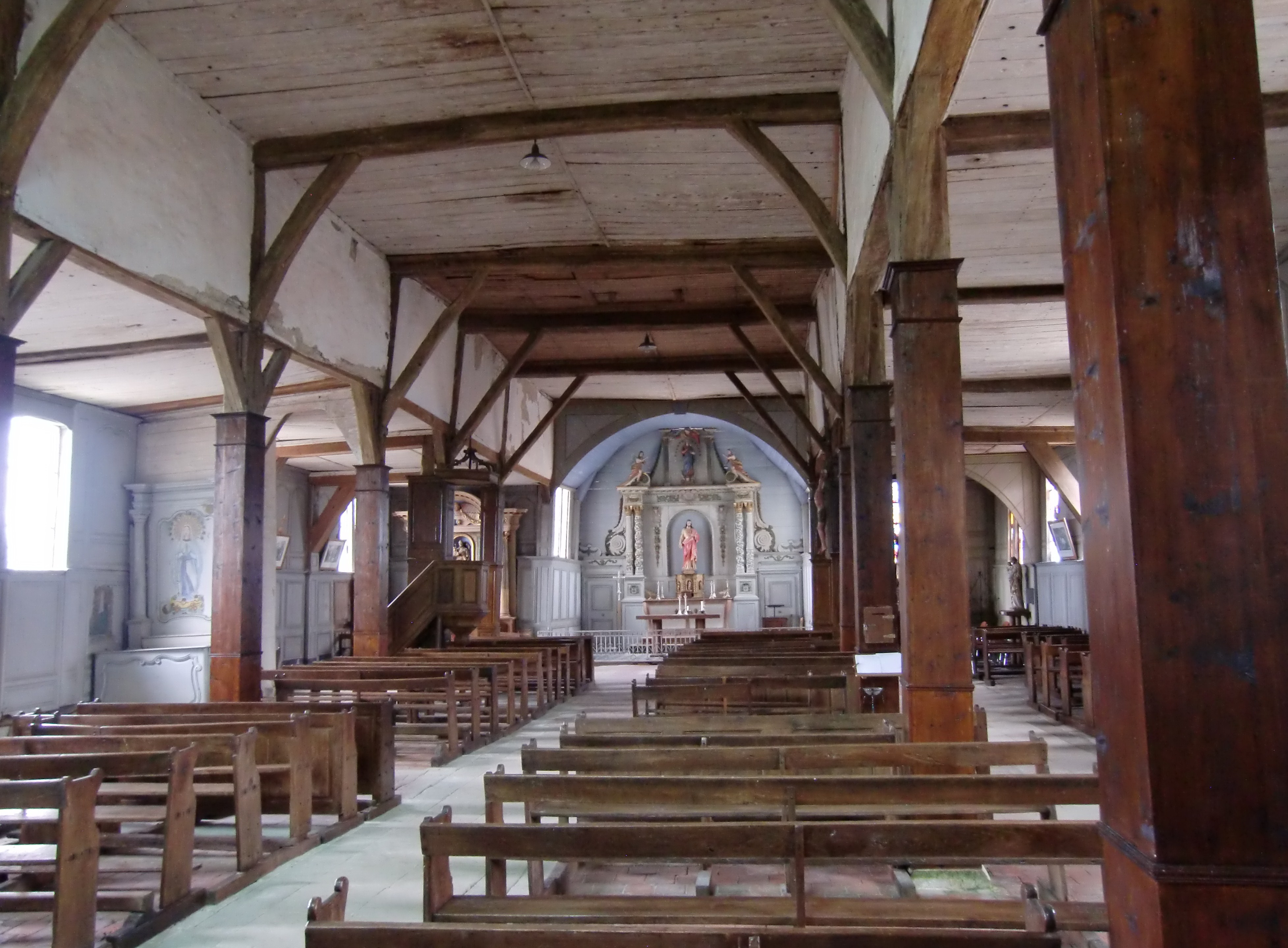
Nef principale.
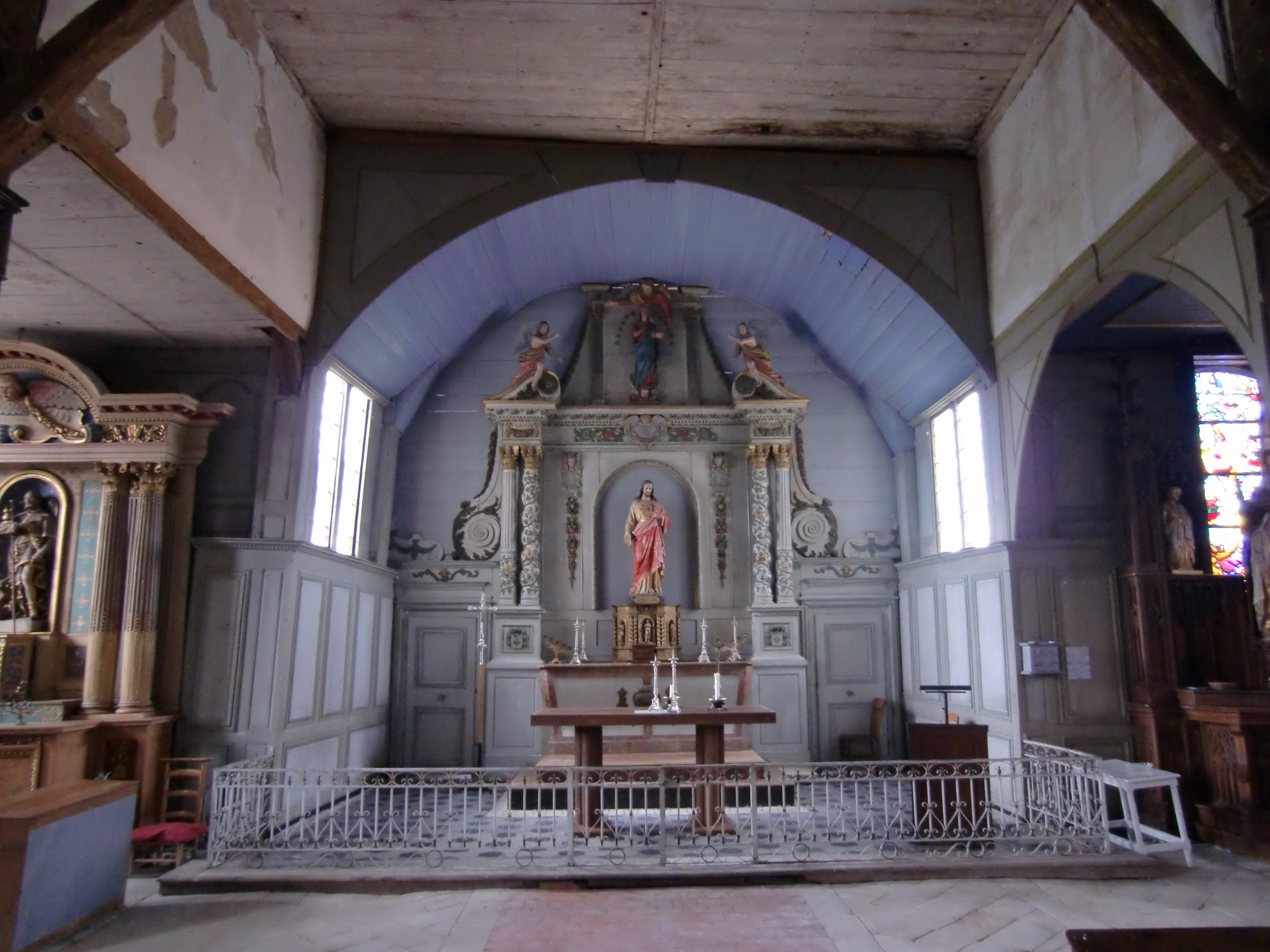
Maître-autel et retable.
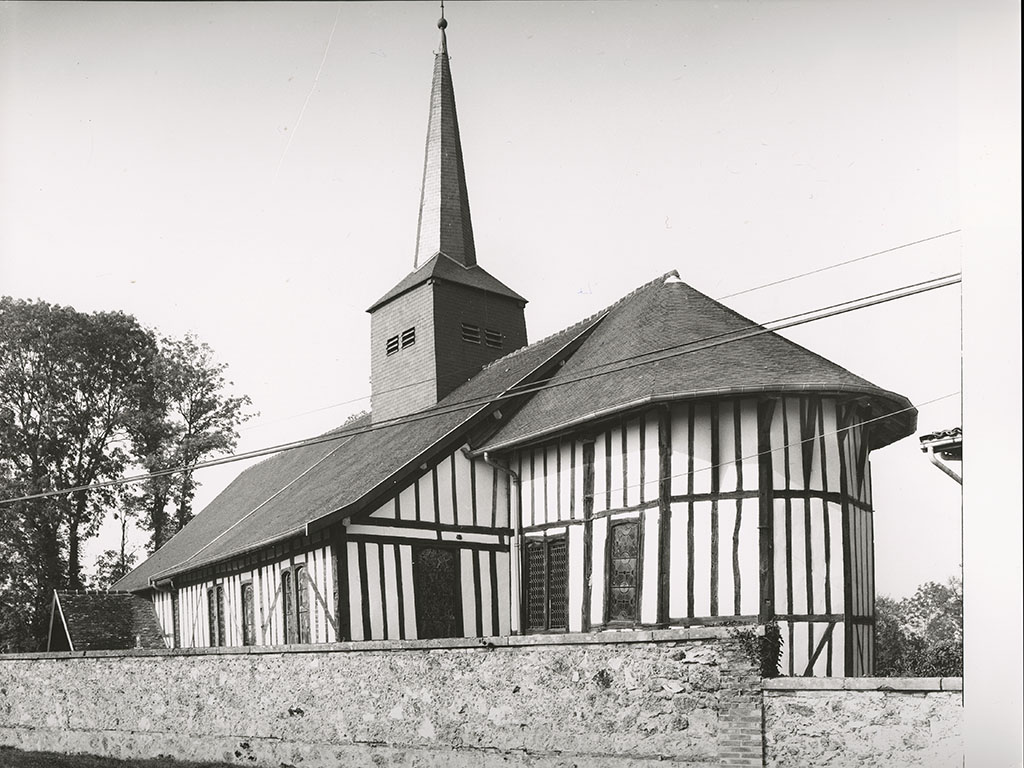
Vue extérieure de l'abside de l'église de Notre-Dame-de-Drosnay.
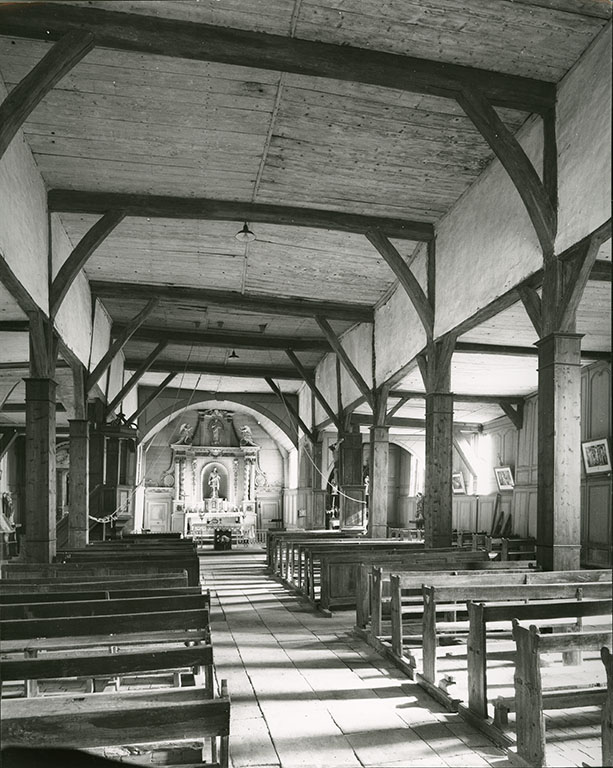
Vue intérieure de la nef de l'église de Notre-Dame-de-Drosnay.
Vue extérieure de la façade est de l'église de Notre-Dame-de-Drosnay.

Ruines de l'église en juin 2024
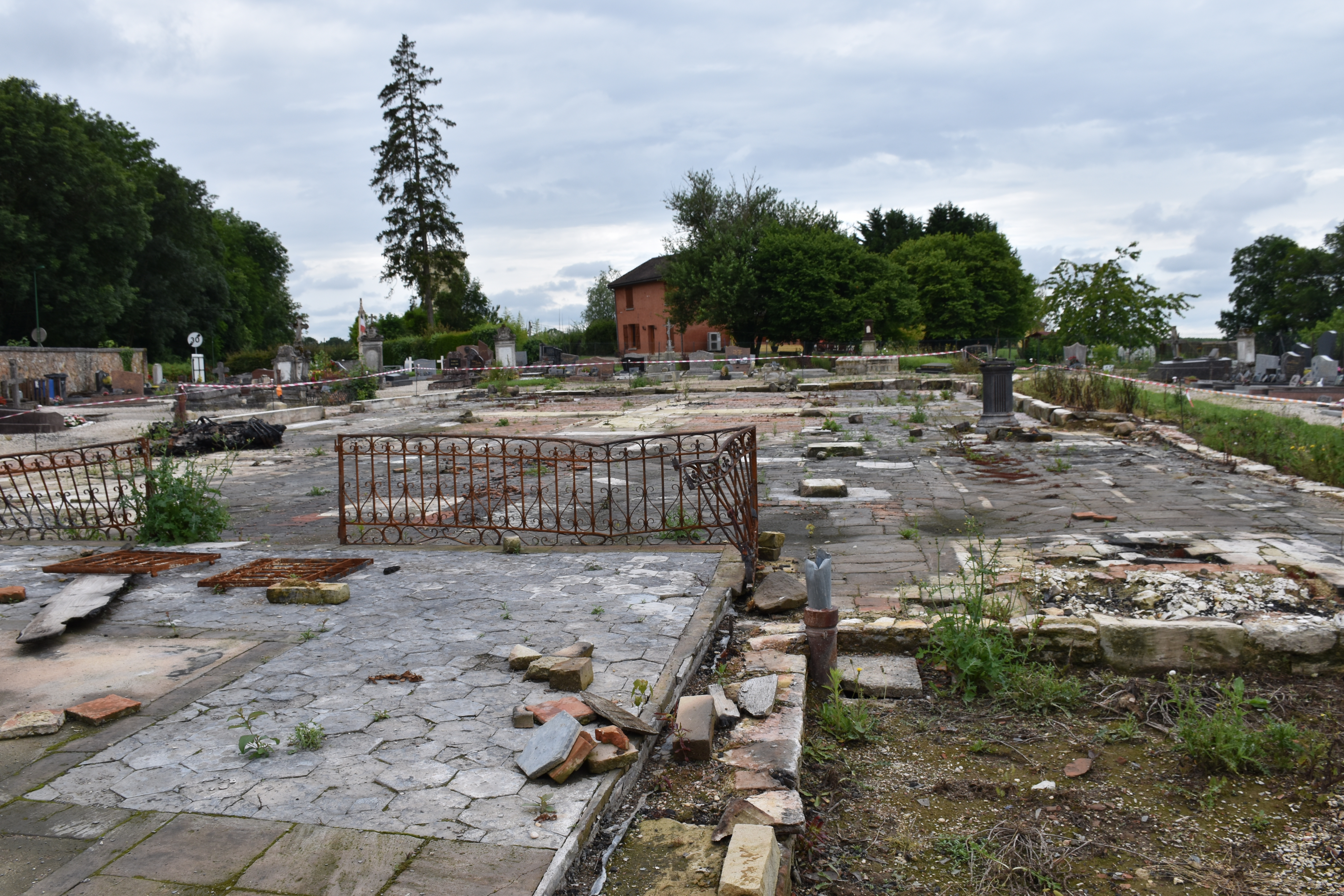
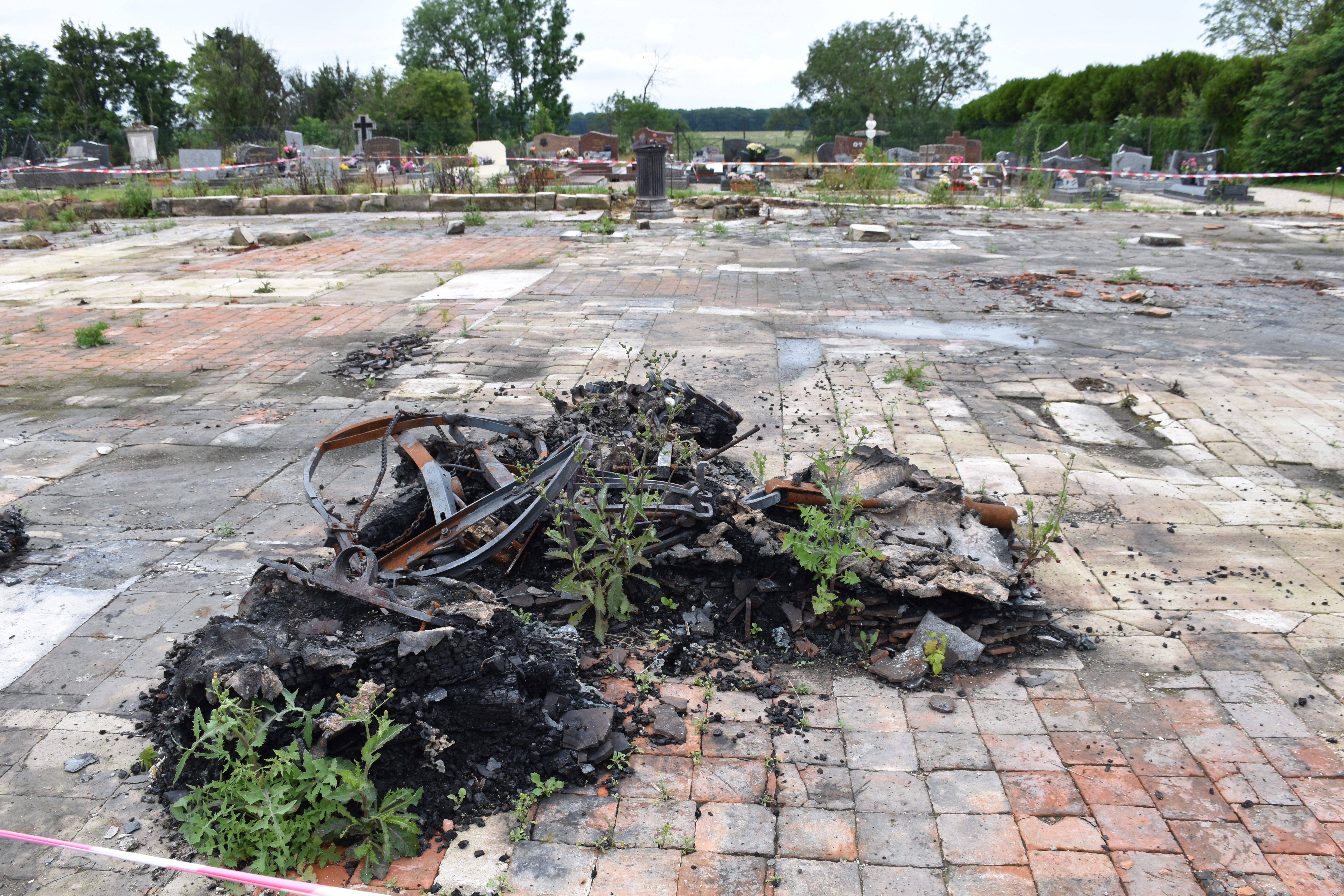
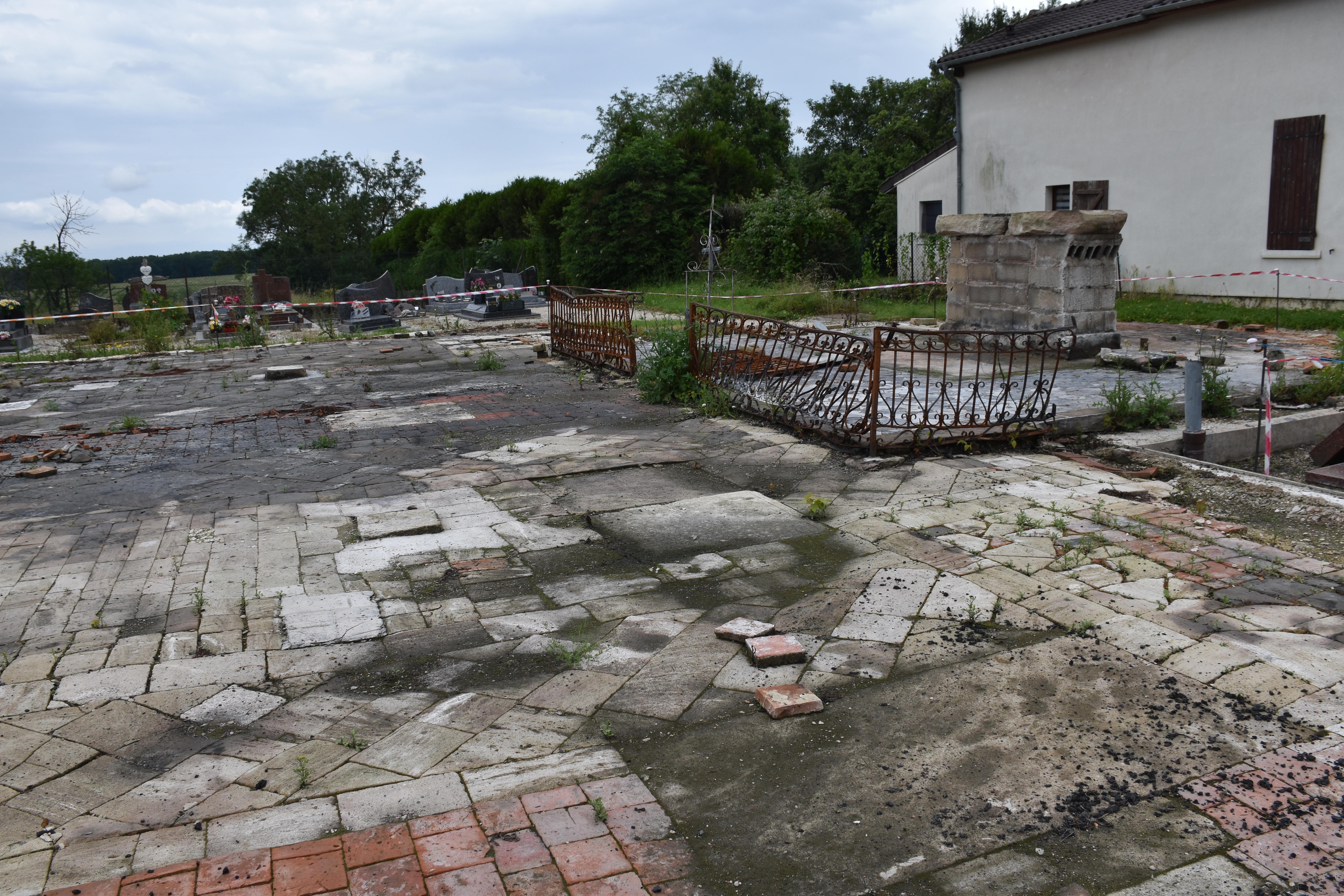
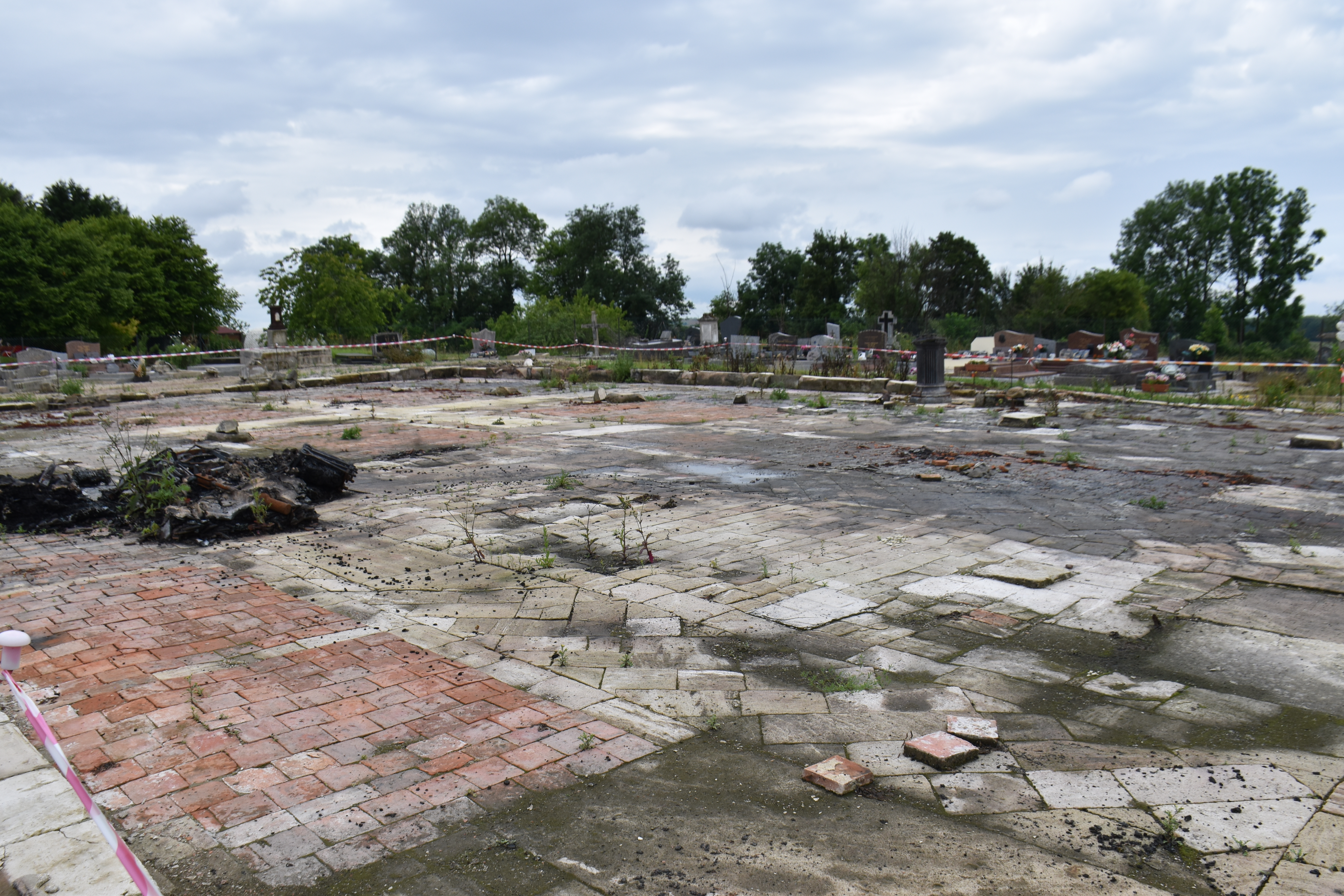
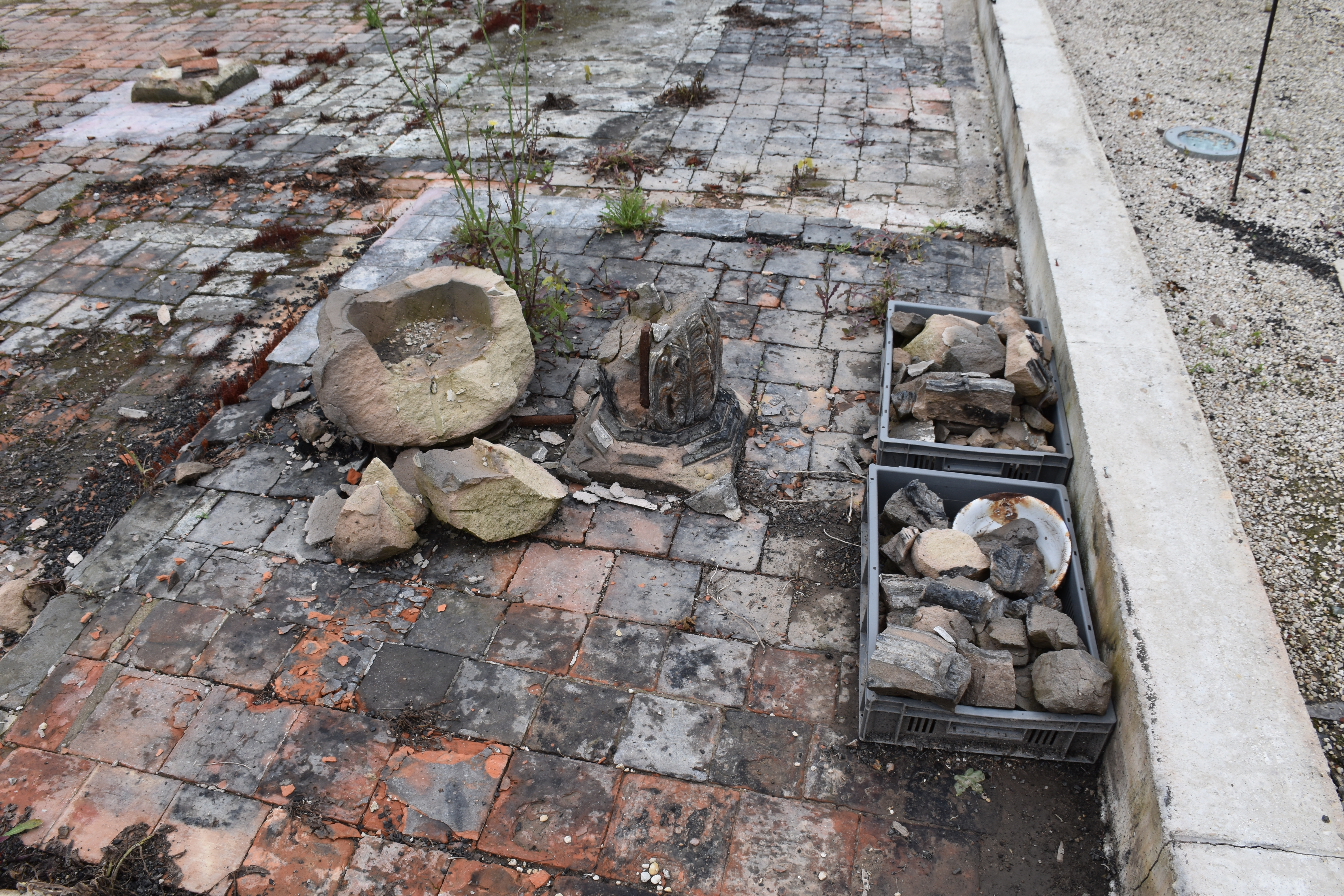